# Јордан на Светском првенству у атлетици на отвореном 2017.
Јордан је учествовао на Светском првенству у атлетици на отвореном 2017. одржаном у Лондону од 4. до 13. августа петнаести пут. Репрезентацију Јордана представљала је 1 такмичарка који се такмичила у трци 1.500 метара.,
На овом првенству такмичарка Јордан није освојила ниједну медаљу нити је остварила неки резултат.

## Учесници
Жене:
- Тамара Армоуш — 1.500 м

## Резултати

### Жене
| Атлетичарка   | Дисциплина | Лични рекорд | Квалификације | Квалификације | Полуфинале            | Полуфинале            | Финале                | Финале       | Детаљи                                   |
| Атлетичарка   | Дисциплина | Лични рекорд | Резултат      | Место         | Резултат              | Место                 | Резултат              | Место        | Детаљи                                   |
| ------------- | ---------- | ------------ | ------------- | ------------- | --------------------- | --------------------- | --------------------- | ------------ | ---------------------------------------- |
| Тамара Армоуш | 1.500 м    | 4:18,25 НР   | 4:21,81       | 11. у гр. 1   | Није се квалификовала | Није се квалификовала | Није се квалификовала | 41 / 43 (44) | Архивирано на веб-сајту (20. април 2018) |